# Straatlantaarn

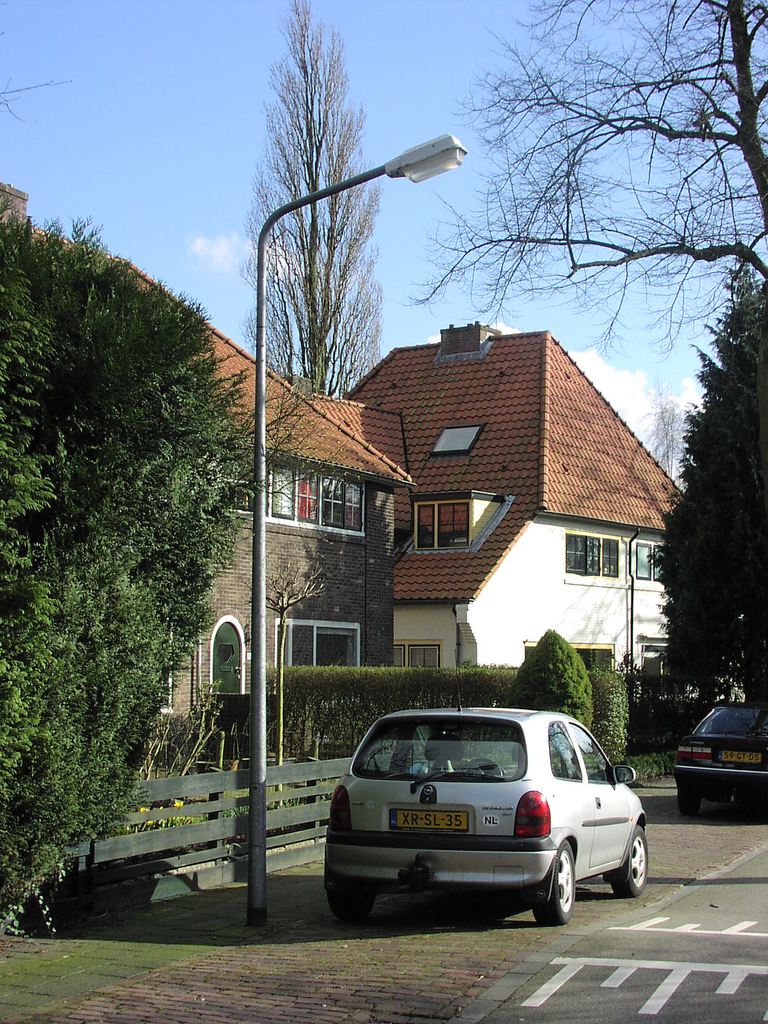
Een moderne straatlantaarn.

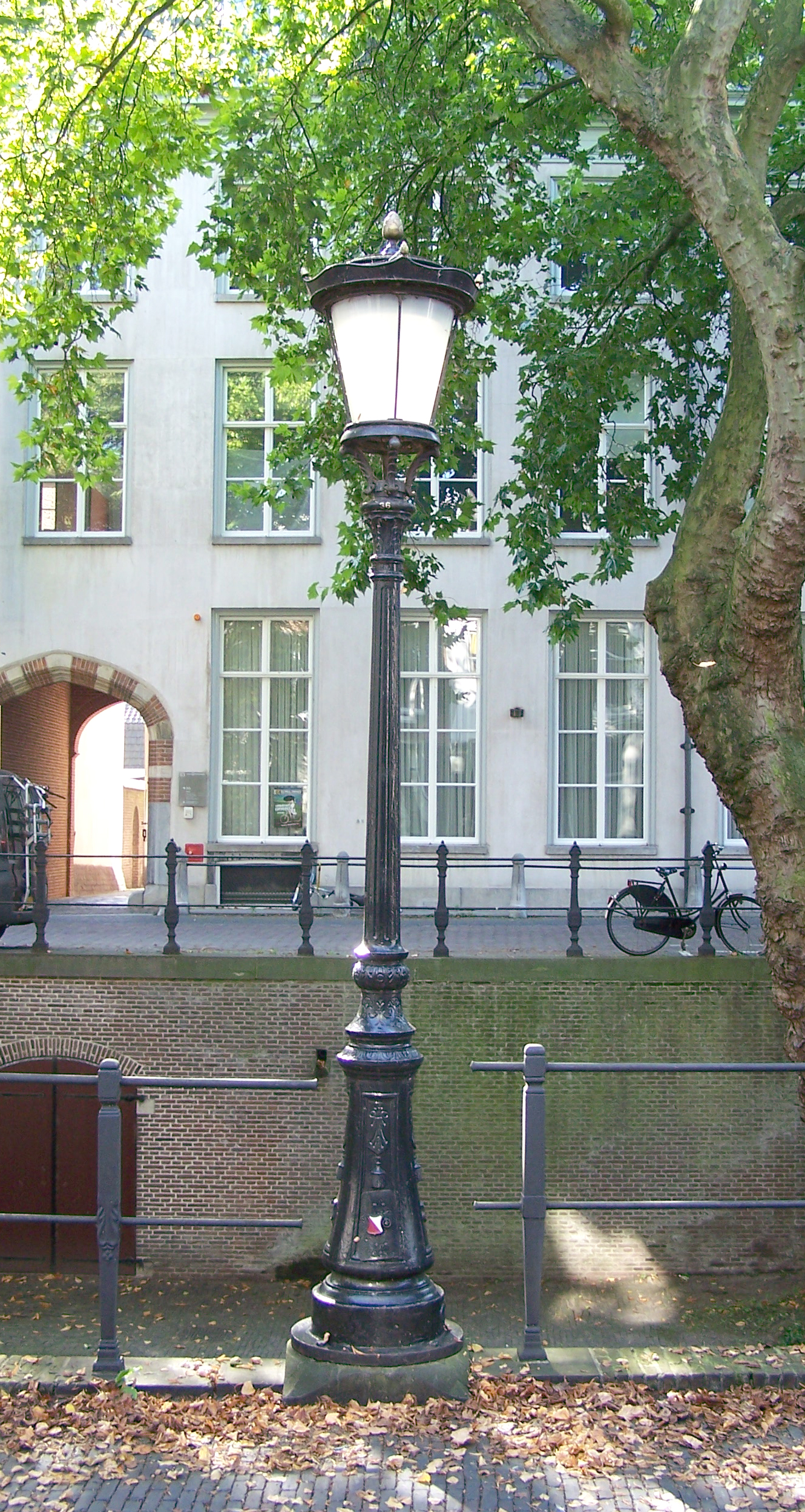
Utrechtse straatlantaarn ontworpen door Pyke Koch naar een model uit ca. 1875

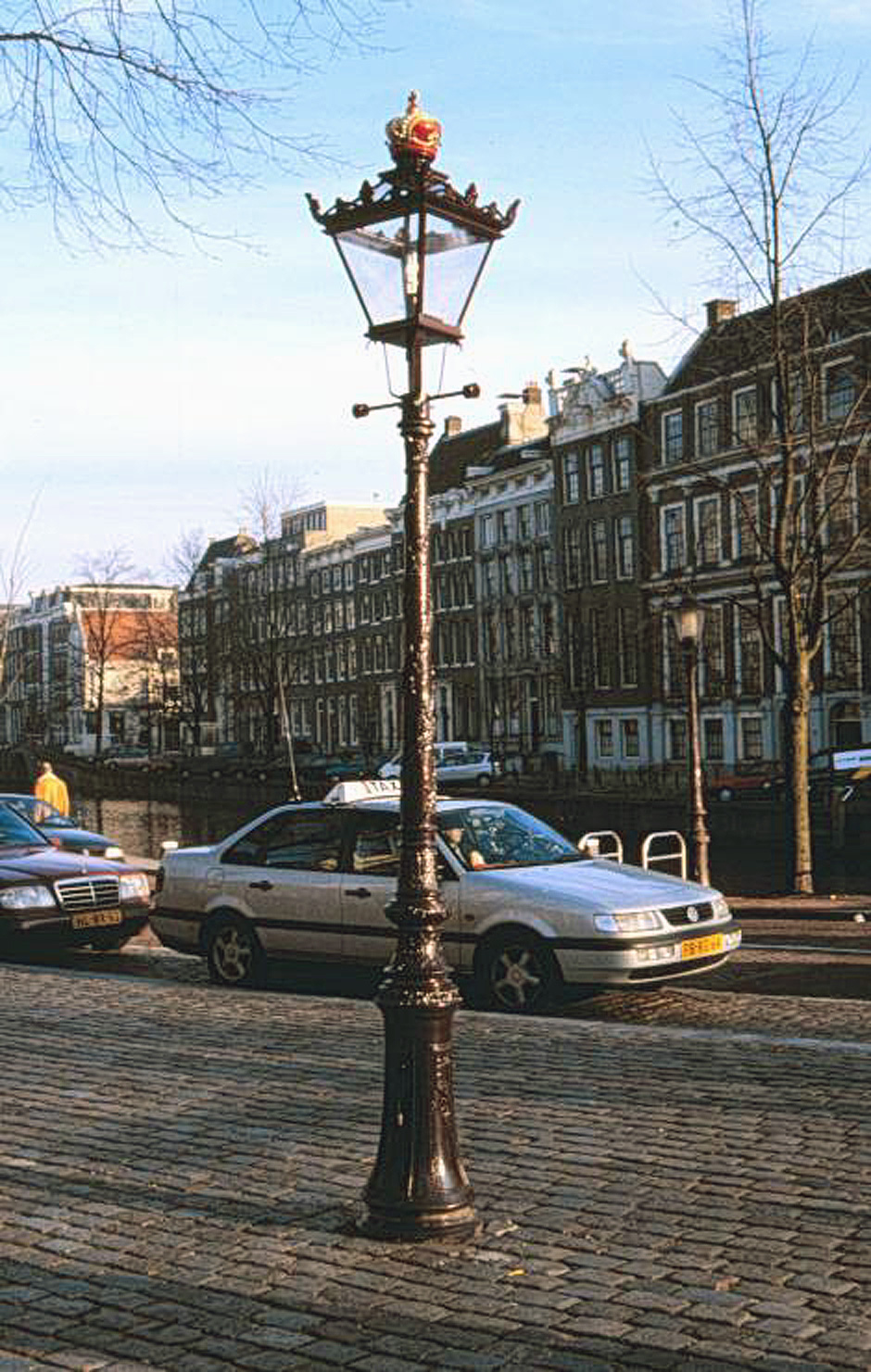
Amsterdamse Kroonlantaarn op de Westermarkt.

Een straatlantaarn, vaak ook lantaarnpaal genoemd, is een lichtmast die de verkeersveiligheid en de veiligheid op straat verhoogt. Een straatlantaarn bestaat uit een lantaarnpaal en een armatuur met lichtbron. De functie van de armatuur is bescherming van de lichtbron en sturing van de lichtbundel. De lantaarnpaal geeft de lichtbron een zekere hoogte boven de straat, waardoor een wat groter gebied per lichtpunt wordt verlicht. Straatlantaarns behoren tot het zogenaamde straatmeubilair.

## Geschiedenis
Straatverlichting met behulp van straatlantaarns werd in Londen geïntroduceerd. Omdat de straatverlichting op gas brandde, moest een lantaarnopsteker de lantaarns iedere avond aansteken. In Parijs, waar enkele jaren later openbare verlichting werd geïnstalleerd, gebruikte men vanaf het begin elektriciteit als energiebron. In het Noorse Hammerfest werd al in 1891 elektrische straatverlichting aangelegd; de zon komt daar 's winters maandenlang niet op.

## Armatuur
Er zijn verschillende soorten armaturen: paaltop-armaturen, opzet- en/of opschuifarmaturen.
Paaltop-armaturen zijn kegel- en bolvormige armaturen die voorkomen op lantaarnpalen in woonerven, winkelstraten en parken. De lichtbron zit midden in het armatuur.
Opzet- en/of opschuifarmaturen worden meestal op hogere lantaarnpalen gebruikt voor verlichting van verbindingsstraten, doorgaande wegen en snelwegen. Bij een opzetarmatuur gaat de armatuur direct op de lantaarnpaal zonder draagarm of uitlegger. Dat is namelijk wel het geval bij opschuifarmaturen. Veel moderne armaturen kunnen zowel opschuif als opzet gebruikt worden.
Er zijn ook nog armaturen voor overspanningsdraden. Deze hangen aan kabels boven de weg als er te weinig plaats is voor palen of om te voorkomen dat de armaturen in de bomen terechtkomen en zo minder goed de weg kunnen verlichten. Dit soort verlichting komt vooral voor in binnensteden.

## Lichtbron
De lichtbron kan bestaan uit een gloeilamp, een tl-buis, een pl-lamp of spaarlamp, een (hogedruk- of lagedruk)natriumlamp, een kwiklamp, een inductielamp, een metaalhalidelamp of ledlamp.
De oudere straatlantaarns waren voorzien van gloeilampen. Later zijn de tl-buis, de kwiklamp en de lagedruknatriumlamp hiervoor in de plaats gekomen. Nog later de pl-lamp en de hogedruknatriumlamp. In 2005 is er in Ede een proef gestart met straatlantaarns die voorzien zijn van leds als lichtbron. De gemeente Huizen had als eerste Nederlandse gemeente in 2016 alle openbare verlichting vervangen door led-verlichting.
Een belangrijke drijfveer achter de toepassing van nieuwe lampen in straatlantaarns is energiebesparing. Voor een lichtstroom van 1500 lumen is bij een gloeilamp 100 watt nodig, bij een tl-buis 18 watt, bij een hogedruknatriumlamp 12 watt en bij een lagedruknatriumlamp slechts 10 watt. De laatste twee types geven echter geen wit licht, en de toepassing wordt daarom meestal beperkt tot grote verkeerswegen en snelwegen. Een andere ontwikkeling is het verminderen van lichtvervuiling, door de armatuur zo te kiezen dat licht zo min mogelijk omhoog schijnt.

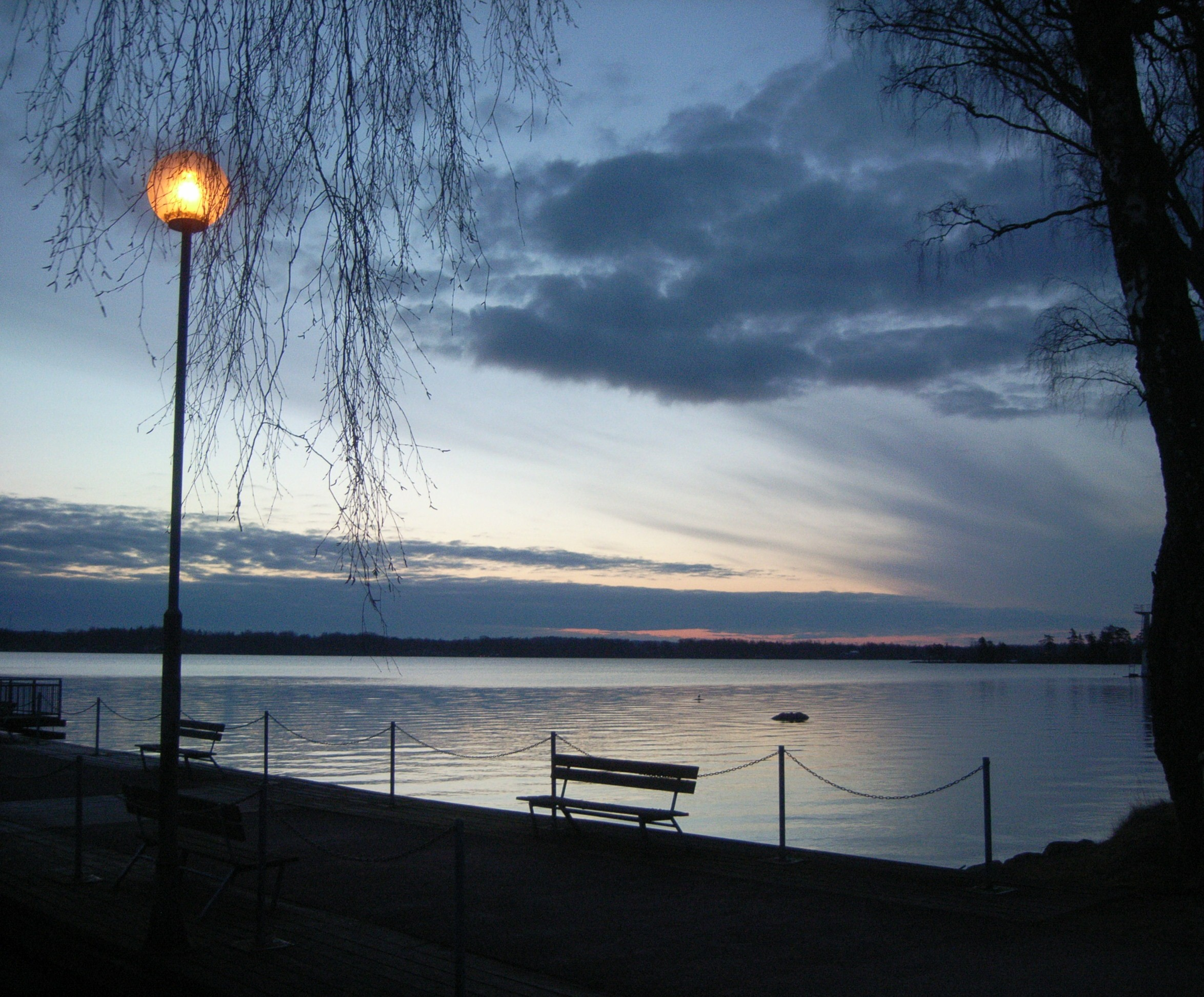
Een straatlantaarn in Zweden
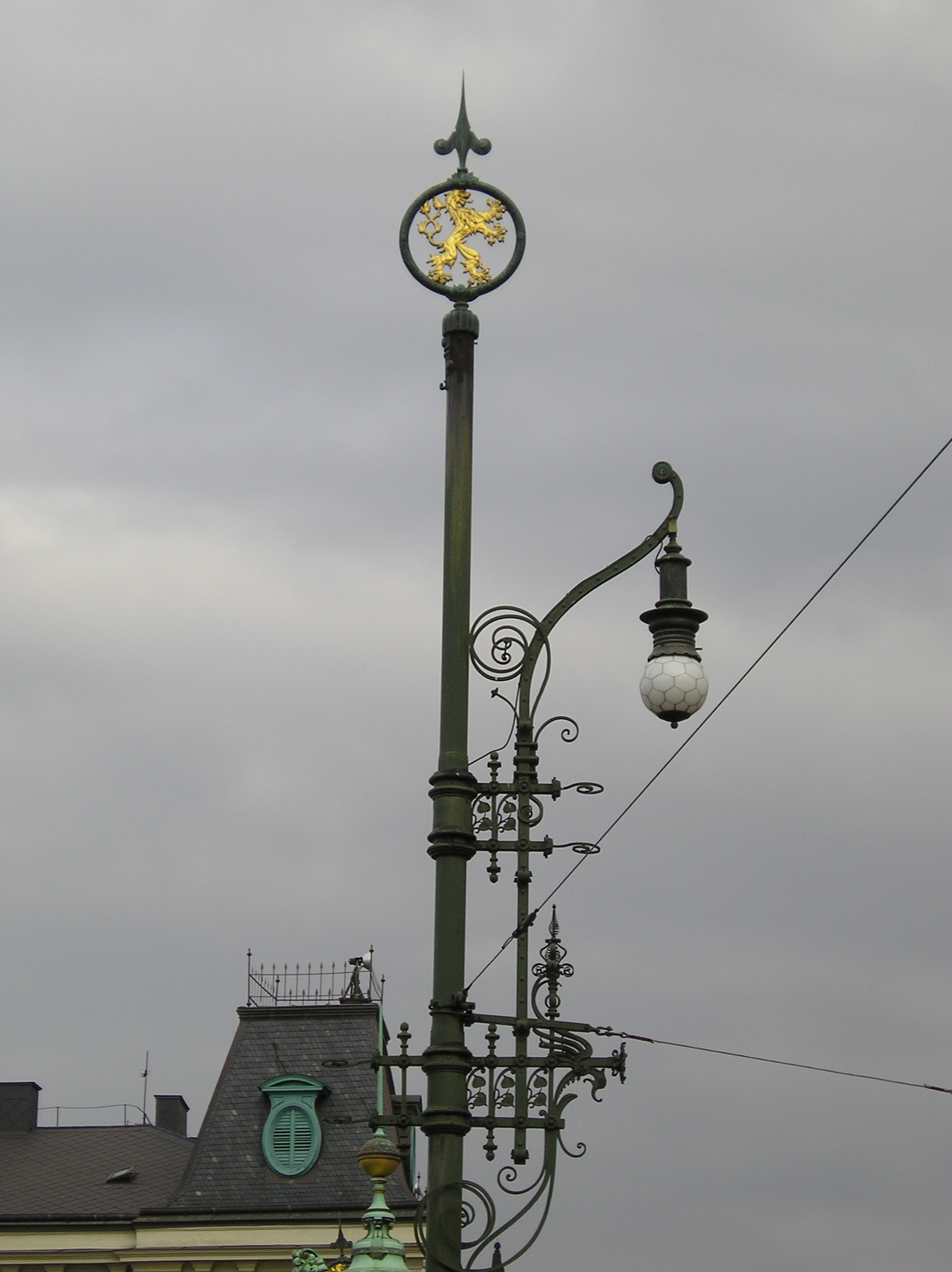
Straatlantaarn op Legii brug in Praag
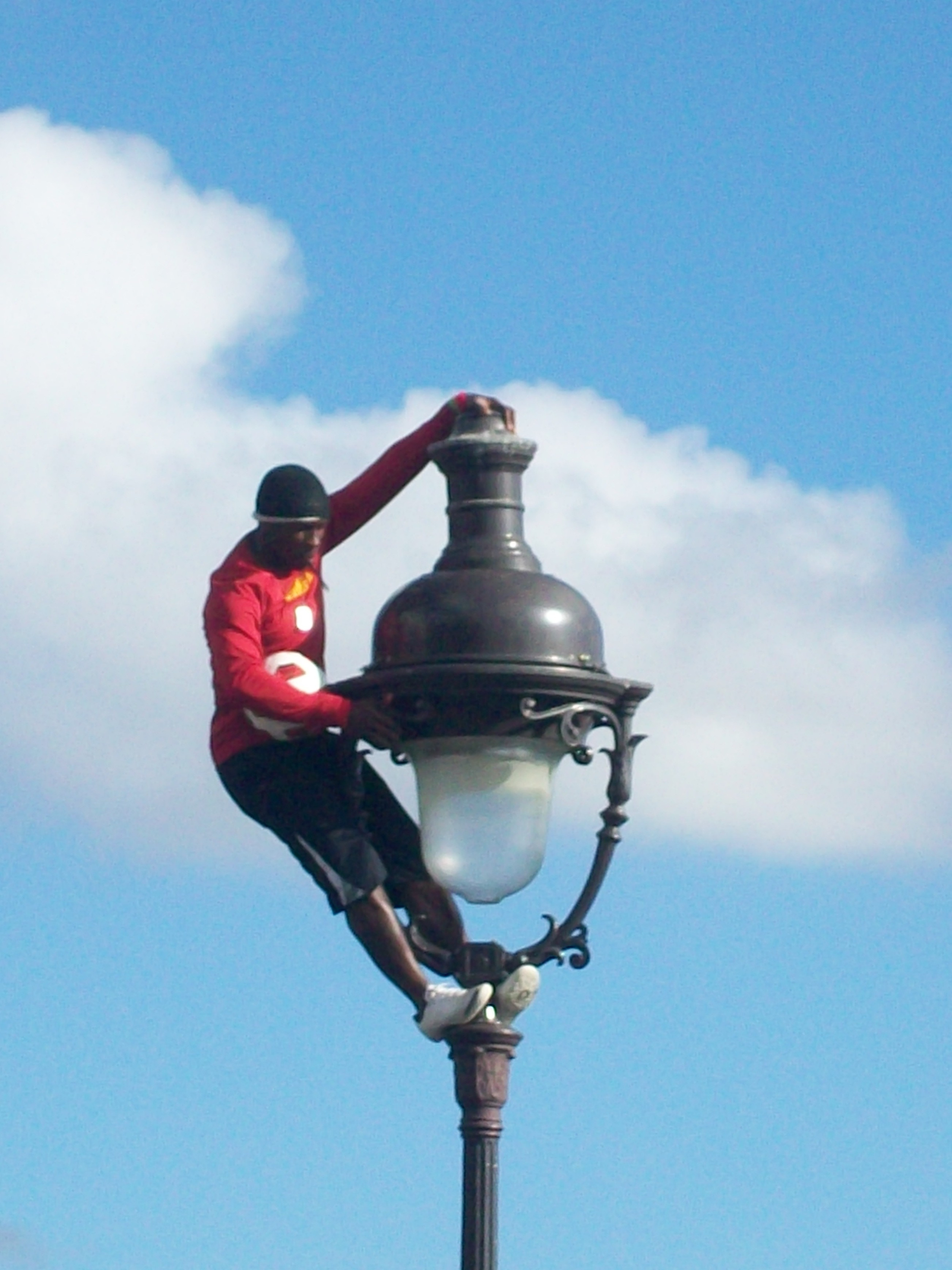
Op een lantaarnpaal klimmen voor de Sacré-Cœur
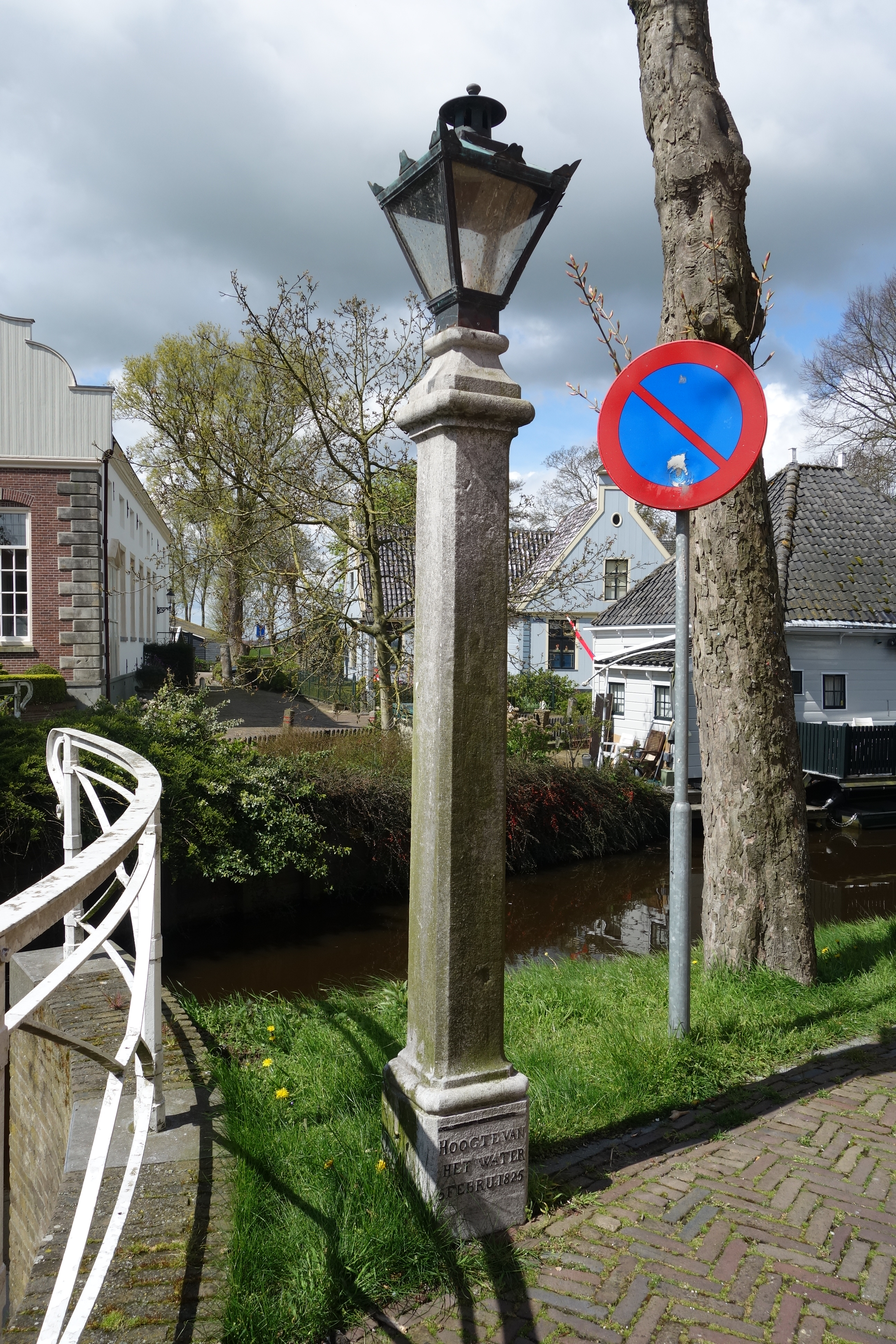
Een van de originele 18e-eeuwse lantaarnpalen in Broek in Waterland